# Olympische Sommerspiele 1988/Leichtathletik – 5000 m (Männer)

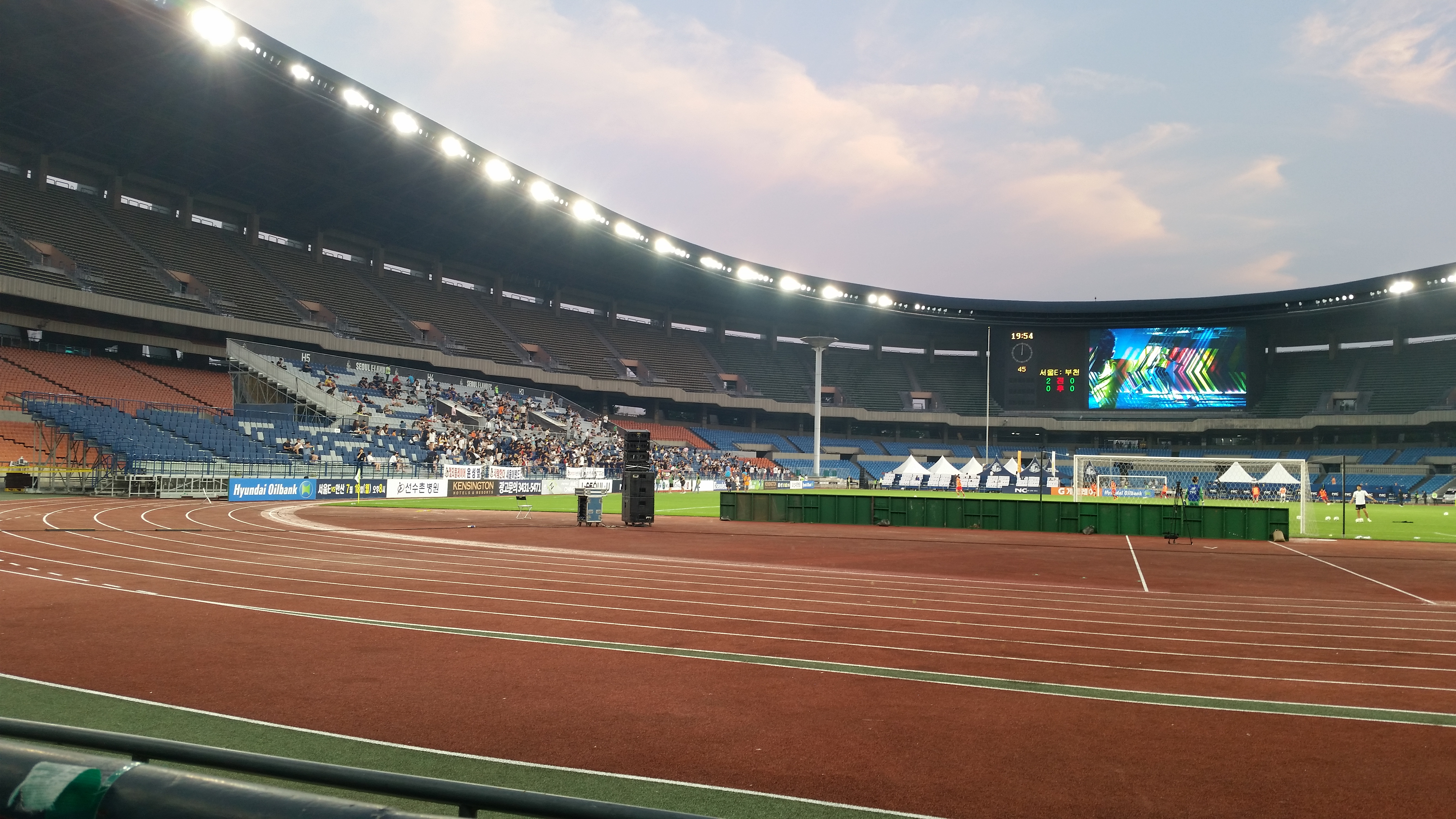
Innenraum des Olympiastadions im Jahr 2016

Der 5000-Meter-Lauf der Männer bei den Olympischen Spielen 1988 in Seoul wurde vom 28. September bis zum 1. Oktober 1988 in drei Runden im Olympiastadion Seoul ausgetragen. 56 Athleten nahmen teil.
Olympiasieger wurde der Kenianer John Ngugi. Er gewann vor Dieter Baumann aus der Bundesrepublik Deutschland und Hansjörg Kunze aus der DDR.
Der Schweizer Pierre Délèze und der Österreicher Dietmar Millonig scheiterten beide in der Vorrunde. Läufer aus Liechtenstein nahmen nicht teil.

## Aktuelle Titelträger
| Olympiasieger 1984                      | Saïd Aouita ( Marokko)         | 13:05,59 min | Los Angeles 1984  |
| Weltmeister 1987                        | Saïd Aouita ( Marokko)         | 13:26,44 min | Rom 1987          |
| Europameister 1986                      | Jack Buckner ( Großbritannien) | 13:10,15 min | Stuttgart 1986    |
| Panamerikanischer Meister 1987          | Arturo Barrios ( Mexiko)       | 13:31,40 min | Indianapolis 1987 |
| Zentralamerika und Karibik-Meister 1987 | Pablo Cerón ( Mexiko)          | 14:06,20 min | Caracas 1987      |
| Südamerika-Meister 1987                 | Rolando Vera ( Ecuador)        | 14:03,00 min | São Paulo 1987    |
| Asienmeister 1987                       | Ahmed Ibrahim Warsama ( Katar) | 14:09,29 min | Singapur 1987     |
| Afrikameister 1988                      | Brahim Boutayeb ( Marokko)     | 13:49,69 min | Annaba 1988       |

## Bestehende Rekorde
| Weltrekord         | 12:58,39 min | Saïd Aouita ( Marokko) | Rom, Italien               | 22. Juli 1987   |
| Olympischer Rekord | 13:05,59 min | Saïd Aouita ( Marokko) | Finale OS Los Angeles, USA | 11. August 1984 |

Der bestehende olympische Rekord wurde bei diesen Spielen nicht erreicht. Im schnellsten Rennen, dem Finale, verfehlte der kenianische Olympiasieger John Ngugi mit seinen 13:11,70 min den Rekord um 6,11 Sekunden. Zum Weltrekord fehlten ihm 13,31 Sekunden.

## Vorrunde
Datum: 29. September 1988
Die Athleten traten zu insgesamt drei Vorläufen an. Für das Halbfinale qualifizierten sich pro Lauf die ersten sieben Athleten. Darüber hinaus kamen die neun Zeitschnellsten, die sogenannten Lucky Loser, weiter. Die direkt qualifizierten Athleten sind hellblau, die Lucky Loser hellgrün unterlegt.

### Vorlauf 1
Datum: 14:40 Uhr
| Platz | Name                 | Nation           | Zeit         |
| ----- | -------------------- | ---------------- | ------------ |
| 1     | Gary Staines         | Großbritannien   | 13:47,81 min |
| 2     | Sydney Maree         | USA              | 13:47,85 min |
| 3     | Andrew Lloyd         | Australien       | 13:47,87 min |
| 4     | Domingos Castro      | Portugal         | 13:47,91 min |
| 5     | John Ngugi           | Kenia            | 13:47,93 min |
| 6     | Mauricio González    | Mexiko           | 13:47,98 min |
| 7     | John Doherty         | Irland           | 13:47,99 min |
| 8     | Paul Arpin           | Frankreich       | 13:48,03 min |
| 9     | Alejandro Gómez      | Spanien          | 13:51,60 min |
| 10    | Dietmar Millonig     | Österreich       | 14:01,92 min |
| 11    | Pierre Délèze        | Schweiz          | 14:12,79 min |
| 12    | Carey Nelson         | Kanada           | 14:15,94 min |
| 13    | Aboukar Hassan Adani | Somalia          | 14:37,98 min |
| 14    | Ali Ismael Hassan    | Dschibuti        | 14:45,40 min |
| 15    | Hari Bahadur Rokaya  | Nepal            | 14:53,75 min |
| 16    | Kaleka Mutoke        | Zaire            | 14:56,33 min |
| 17    | Ian Gray             | Belize           | 15:33,24 min |
| 18    | Abdel Rahman Massad  | Sudan            | 15:50,91 min |
| 19    | Manuel Rondo         | Äquatorialguinea | 16:44,13 min |

### Vorlauf 2
Datum: 14:55 Uhr
| Platz | Name                 | Nation         | Zeit         |
| ----- | -------------------- | -------------- | ------------ |
| 1     | Eamonn Martin        | Großbritannien | 13:58,00 min |
| 2     | Salvatore Antibo     | Italien        | 13:58,08 min |
| 3     | Cyrille Laventure    | Frankreich     | 13:58,19 min |
| 4     | Yobes Ondieki        | Kenia          | 13:58,24 min |
| 5     | Doug Padilla         | USA            | 13:58,45 min |
| 6     | Dieter Baumann       | BR Deutschland | 13:58,46 min |
| 7     | Abel Antón           | Spanien        | 13:58,59 min |
| 8     | Fernando Couto       | Portugal       | 13:58,72 min |
| 9     | Arturo Barrios       | Mexiko         | 13:59,04 min |
| 10    | Frank O’Mara         | Irland         | 13:59,46 min |
| 11    | Shuichi Yoneshige    | Japan          | 13:59,68 min |
| 12    | Stanley Mandebele    | Simbabwe       | 14:03,97 min |
| 13    | Kim Yeong-gil        | Südkorea       | 14:09,45 min |
| 14    | Eduardus Nabunome    | Indonesien     | 14:19,40 min |
| 15    | George Mambosasa     | Malawi         | 14:30,01 min |
| 16    | Anwar Al-Harazi      | Nordjemen      | 14:49,25 min |
| 17    | Mohamed Ould Khalifa | Mauretanien    | 15:18,64 min |
| DNF   | Lars Ove Strømø      | Norwegen       |              |
| DNS   | Davendra Singh       | Fidschi        |              |

### Vorlauf 3
Datum: 15:10 Uhr
| Platz | Name                  | Nation         | Zeit         |
| ----- | --------------------- | -------------- | ------------ |
| 1     | Stefano Mei           | Italien        | 13:42,96 min |
| 2     | Charles Cheruiyot     | Kenia          | 13:43,11 min |
| 3     | Pascal Thiébaut       | Frankreich     | 13:43,28 min |
| 4     | Vincent Rousseau      | Belgien        | 13:43,38 min |
| 5     | Ewgeni Ignatow        | Bulgarien      | 13:43,42 min |
| 6     | Paul Williams         | Kanada         | 13:43,43 min |
| 7     | Eamonn Coghlan        | Irland         | 13:43,48 min |
| 8     | Jonny Danielson       | Schweden       | 13:43,54 min |
| 9     | José Regalo           | Portugal       | 13:43,59 min |
| 10    | Jack Buckner          | Großbritannien | 13:43,69 min |
| 11    | Hansjörg Kunze        | DDR            | 13:44,34 min |
| 12    | Michail Dasko         | Sowjetunion    | 13:45,25 min |
| 13    | Terry Brahm           | USA            | 13:45,28 min |
| 14    | Marcos Barreto        | Mexiko         | 13:45,82 min |
| 15    | Juma Mnyampanda       | Tansania       | 14:05,09 min |
| 16    | Ahmed Ibrahim Warsama | Katar          | 14:06,20 min |
| 17    | Mathias Ntawulikura   | Ruanda         | 14:08,84 min |
| 18    | Farouk Ahmed Sayed    | Südjemen       | 15:11,20 min |
| 19    | Rondji Niakaken       | Tschad         | 15:42,73 min |

## Halbfinale
Datum: 29. September 1988
Für das Finale qualifizierten sich pro Lauf die ersten sechs Athleten. Darüber hinaus kam die drei Zeitschnellsten, die sogenannten Lucky Loser, weiter. Die direkt qualifizierten Athleten sind hellblau, die Lucky Loser hellgrün unterlegt.

### Lauf 1

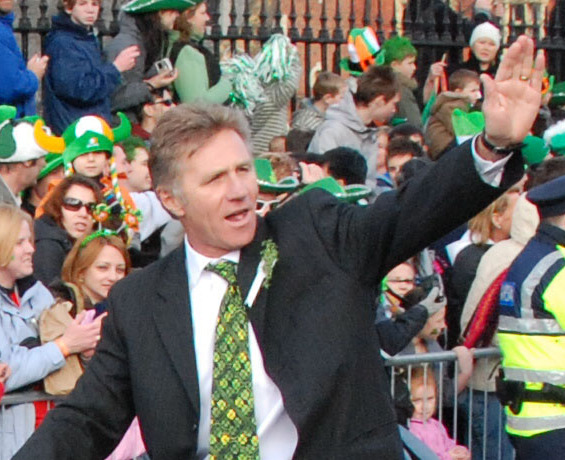
Eamonn Coghlan (Foto: 2008) schied im ersten Halbfinale aus

Datum: 17:00 Uhr
| Platz | Name              | Nation         | Zeit         |
| ----- | ----------------- | -------------- | ------------ |
| 1     | Domingos Castro   | Portugal       | 13:22,44 min |
| 2     | Sydney Maree      | USA            | 13:22,61 min |
| 3     | Dieter Baumann    | BR Deutschland | 13:22,71 min |
| 4     | Pascal Thiébaut   | Frankreich     | 13:22,71 min |
| 5     | Yobes Ondieki     | Kenia          | 13:22,85 min |
| 6     | Hansjörg Kunze    | DDR            | 13:23,04 min |
| 7     | Jack Buckner      | Großbritannien | 13:23,17 min |
| 8     | Salvatore Antibo  | Italien        | 13:25,64 min |
| 9     | Cyrille Laventure | Frankreich     | 13:29,92 min |
| 10    | Charles Cheruiyot | Kenia          | 13:38,44 min |
| 11    | Alejandro Gómez   | Spanien        | 13:41,73 min |
| 12    | Andrew Lloyd      | Australien     | 13:42,49 min |
| 13    | Paul Williams     | Kanada         | 13:44,57 min |
| 14    | Marcos Barreto    | Mexiko         | 13:53,93 min |
| 15    | Eamonn Coghlan    | Irland         | 14:02,16 min |

### Lauf 2

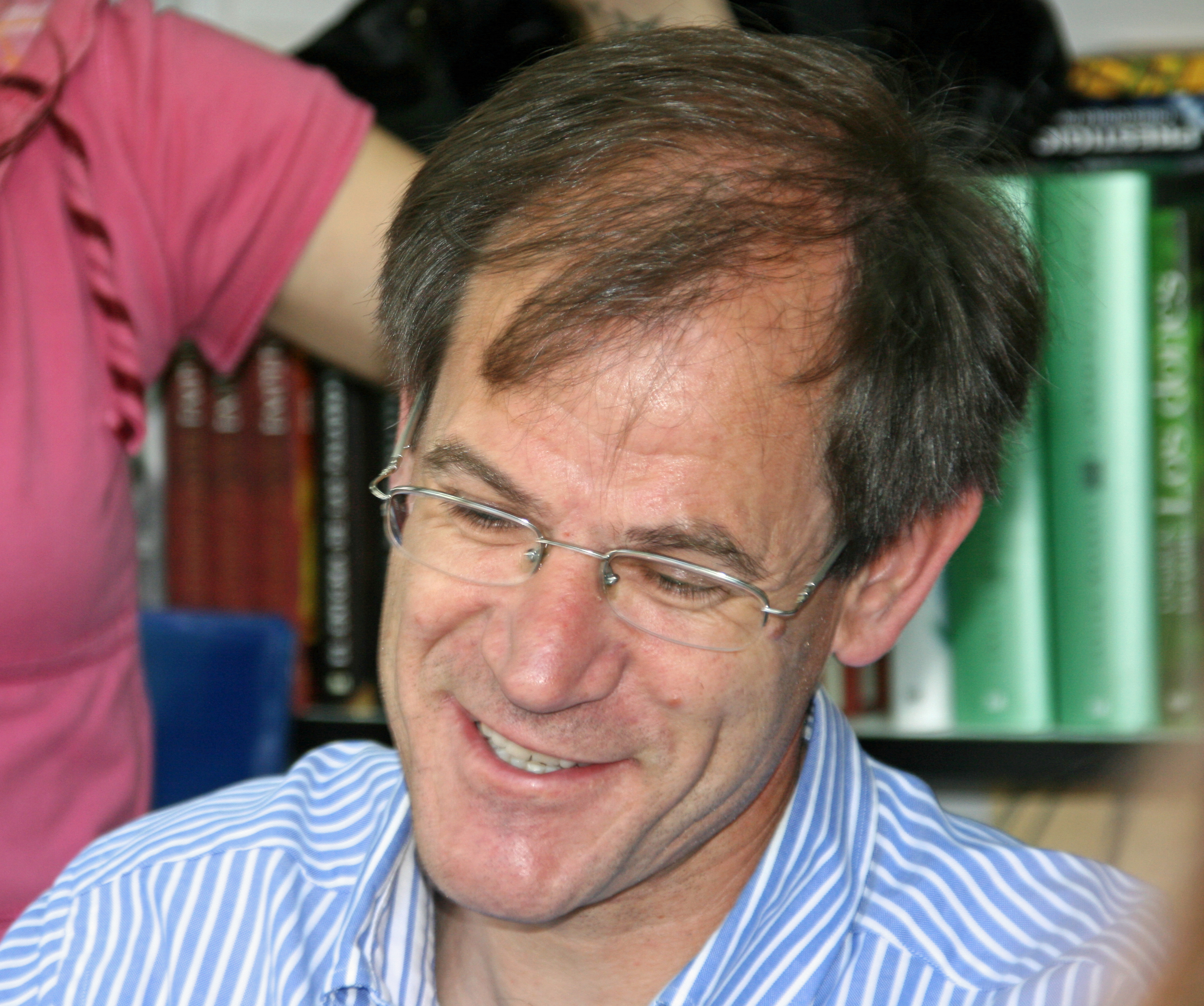
Abel Antón (hier im Jahr 2008) – erreichte als Zwölfter des zweiten Semifinals nicht das Finale

Datum: 17:20 Uhr
| Platz | Name              | Nation         | Zeit         |
| ----- | ----------------- | -------------- | ------------ |
| 1     | Stefano Mei       | Italien        | 13:24,20 min |
| 2     | John Ngugi        | Kenia          | 13:24,43 min |
| 3     | José Regalo       | Portugal       | 13:24,48 min |
| 4     | Gary Staines      | Großbritannien | 13:24,51 min |
| 5     | John Doherty      | Irland         | 13:24,61 min |
| 6     | Ewgeni Ignatow    | Bulgarien      | 13:24,76 min |
| 7     | Paul Arpin        | Frankreich     | 13:24,82 min |
| 8     | Jonny Danielson   | Schweden       | 13:25,25 min |
| 9     | Eamonn Martin     | Großbritannien | 13:26,26 min |
| 10    | Mauricio González | Mexiko         | 13:32,52 min |
| 11    | Doug Padilla      | USA            | 13:37,11 min |
| 12    | Abel Antón        | Spanien        | 13:39,13 min |
| 13    | Michail Dasko     | Sowjetunion    | 13:43,65 min |
| 14    | Vincent Rousseau  | Belgien        | 14:03,74 min |
| 15    | Terry Brahm       | USA            | 14:04,12 min |

## Finale
Datum: 1. Oktober 1988, 13:30 Uhr
| Zwischenzeiten      | Zwischenzeiten | Zwischenzeiten | Zwischenzeiten |
| Zwischenzeit- Marke | Zwischenzeit   | Führende(r)    | 1000-m-Zeit    |
| ------------------- | -------------- | -------------- | -------------- |
| 1000 m              | 2:42,75 min    | John Ngugi     | 2:42,75 min    |
| 2000 m              | 5:14,96 min    | John Ngugi     | 2:32,21 min    |
| 3000 m              | 7:56,12 min    | John Ngugi     | 2:41,16 min    |
| 4000 m              | 10:36,21 min   | John Ngugi     | 2:40,09 min    |
| 5000 m              | 13:11,70 min   | John Ngugi     | 2:31,61 min    |

## Endergebnis

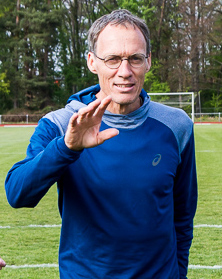
Silbermedaillengewinner Dieter Baumann (Foto: 2017)

| Platz | Name            | Nation         | Zeit         |
| ----- | --------------- | -------------- | ------------ |
| 1     | John Ngugi      | Kenia          | 13:11,70 min |
| 2     | Dieter Baumann  | BR Deutschland | 13:15,52 min |
| 3     | Hansjörg Kunze  | DDR            | 13:15,73 min |
| 4     | Domingos Castro | Portugal       | 13:16,09 min |
| 5     | Sydney Maree    | USA            | 13:23,69 min |
| 6     | Jack Buckner    | Großbritannien | 13:23,85 min |
| 7     | Stefano Mei     | Italien        | 13:26,17 min |
| 8     | Ewgeni Ignatow  | Bulgarien      | 13:26,41 min |
| 9     | John Doherty    | Irland         | 13:27,71 min |
| 10    | Jonny Danielson | Schweden       | 13:30,44 min |
| 11    | Pascal Thiébaut | Frankreich     | 13:31,99 min |
| 12    | Yobes Ondieki   | Kenia          | 13:52,01 min |
| 13    | Gary Staines    | Großbritannien | 13:55,00 min |
| 14    | Paul Arpin      | Frankreich     | 14:13,19 min |
| DNF   | José Regalo     | Portugal       |              |

Für das Finale am 1. Oktober hatten sich zwei Kenianer, zwei Briten, zwei Franzosen und zwei Portugiesen qualifiziert. Das Feld wurde durch jeweils einen Teilnehmer aus der Bundesrepublik Deutschland, der DDR, Bulgarien, Irland, Italien, Schweden und der USA komplettiert.
Weltmeister und Weltrekordler Saïd Aouita aus Marokko, gleichzeitig Olympiasieger von 1984, hatte sich für die Teilnahme an den Wettbewerben über 800 und 1500 Meter entschieden ünd für diesen Wettkampf keine Meldung abgegeben. Im Kreis der Favoriten lag nun der kenianische Crosslaufweltmeister John Ngugi ganz oben. Weitere Medaillenkandidaten waren der WM-Dritte und amtierende Europameister Jack Buckner aus Großbritannien, Vizeweltmeister Domingos Castro aus Portugal sowie Vizeeuropameister Stefano Mei aus Italien.
Das Feld blieb etwa zweieinhalb Runden geschlossen zusammen. Bei 1000 Metern ergriff Ngugi die Initiative, erhöhte das Tempo und erlief sich vor allem mit sehr schnellen 1000 Metern zwischen Kilometer eins und zwei einen Vorsprung von ca. dreißig Metern. Castro setzte bei 3000 Metern zur Verfolgung an und löste sich mehr und mehr aus dem verbliebenen Feld. Er erarbeitete sich etwa zwanzig Meter Vorsprung, kam jedoch nicht an Ngugi heran. Dieser lag bei 4000 Metern mit seinem nun gleichmäßig hohen Tempo weiterhin mit ca. dreißig Metern vorne. Im Verfolgerfeld hatte sich inzwischen der Bundesdeutsche Dieter Baumann an die Spitze gesetzt und Druck gemacht, um die Lücke zu Castro vielleicht noch zu schließen. Die inzwischen kleine Gruppe hinter Ngugi und Castro fiel nun auseinander, nur DDR-Läufer Hansjörg Kunze konnte noch mit Baumann Schritt halten. So ging es in die letzte Runde. John Ngugi zeigte keine Schwäche, er zog noch einmal an und wurde mit klarem Vorsprung Olympiasieger. Währenddessen schmolz Castros Abstand zu Baumann und Kunze immer mehr dahin. Es reichte nicht mehr für den Portugiesen, Dieter Baumann – Silber – und Hansjörg Kunze – Bronze – fingen ihn auf den letzten fünfzig Metern noch ab, Domingos Castro wurde Vierter. Mit deutlichem Abstand folgten der US-Amerikaner Sydney Maree als Fünfter und der Brite Jack Buckner auf Rang sechs.
John Ngugi lief zum ersten kenianischen Olympiasieg über 5000 Meter.

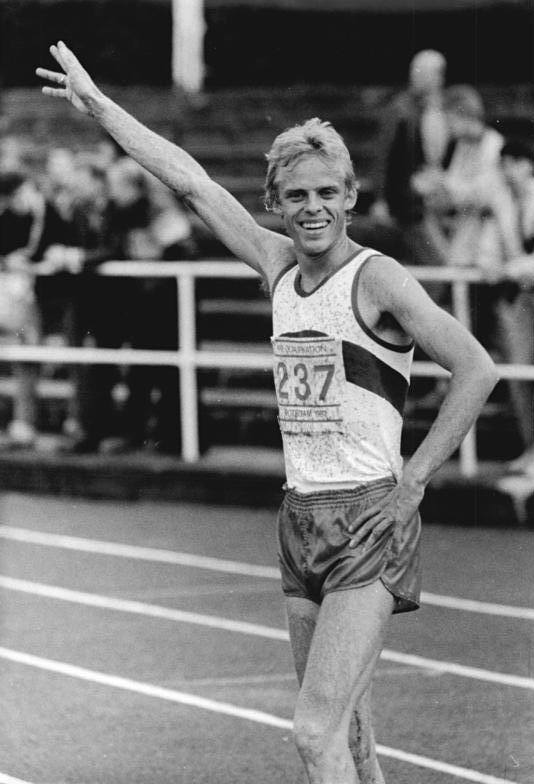
Bronzemedaillengewinner Hansjörg Kunze
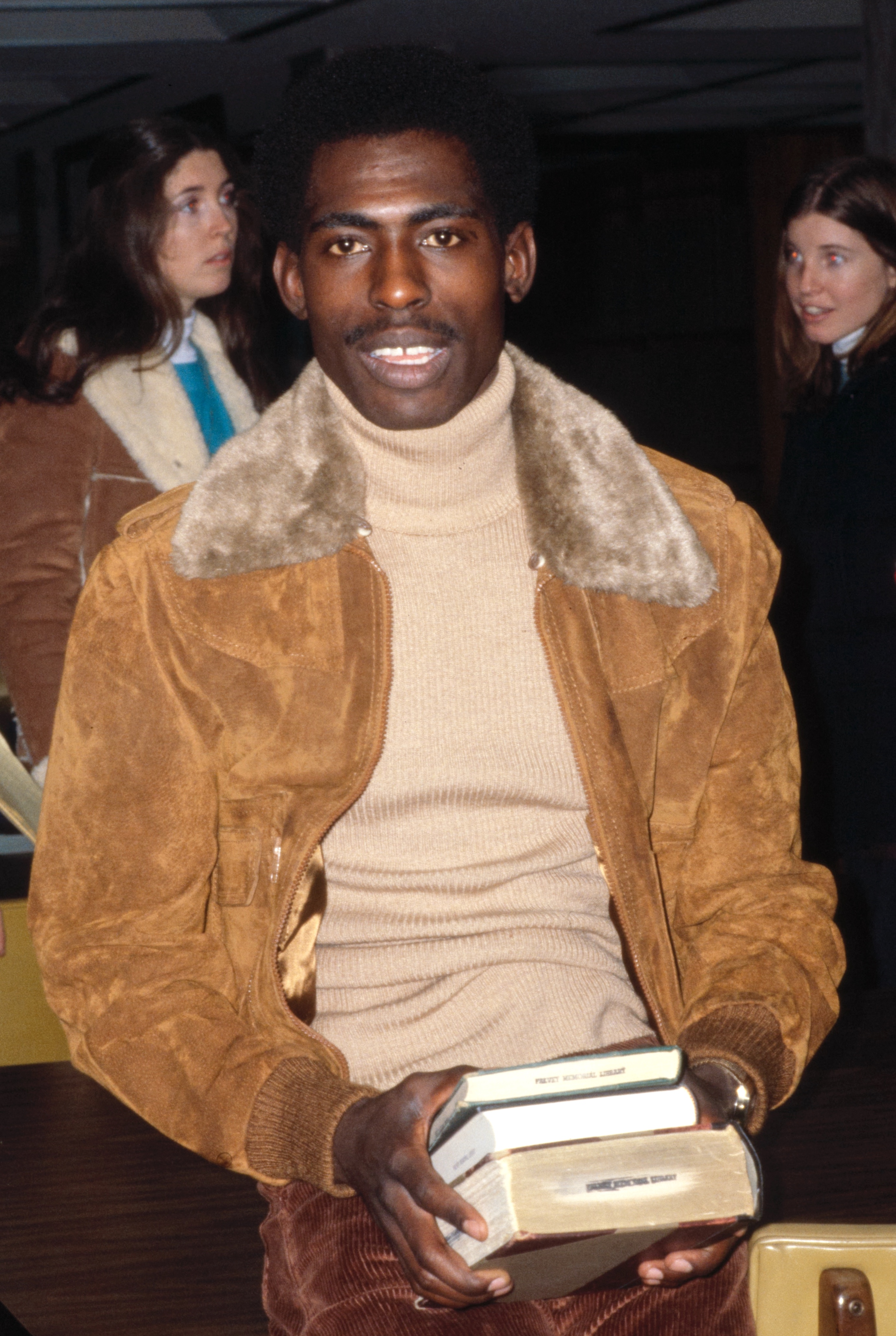
Der fünftplatzierte Sydney Maree

## Videolinks
- 5000m Final - 1988, veröffentlicht am 5. April 2012 auf youtube.com, abgerufen am 24. Januar 2018
- 1988 Olympics - Men's 5000 Meter Run Part 1, youtube.com, abgerufen am 26. November 2021
- 1988 Olympics - Men's 5000 Meter Run Part 2, youtube.com, abgerufen am 26. November 2021